# Vénera Kastrati
Vénera Kastrati (ur. 20 maja 1975 w Tiranie) – albańska artystka multimedialna.

## Życiorys
Urodziła się w Tiranie w rodzinie emigrantów z Kosowa. Uczyła się gry na skrzypcach w szkole muzycznej w Tiranie, a następnie w 1997 ukończyła studia z zakresu malarstwa i grafiki w Akademii Sztuk w Tiranie. W latach 1998–2004 kontynuowała studia z zakresu sztuk wizualnych w Akademii Brera w Mediolanie. W latach 2011–2015 ponownie powróciła do gry na skrzypcach, studiując w Konserwatorium w Brescii. Mieszka w Mediolanie.

## Twórczość

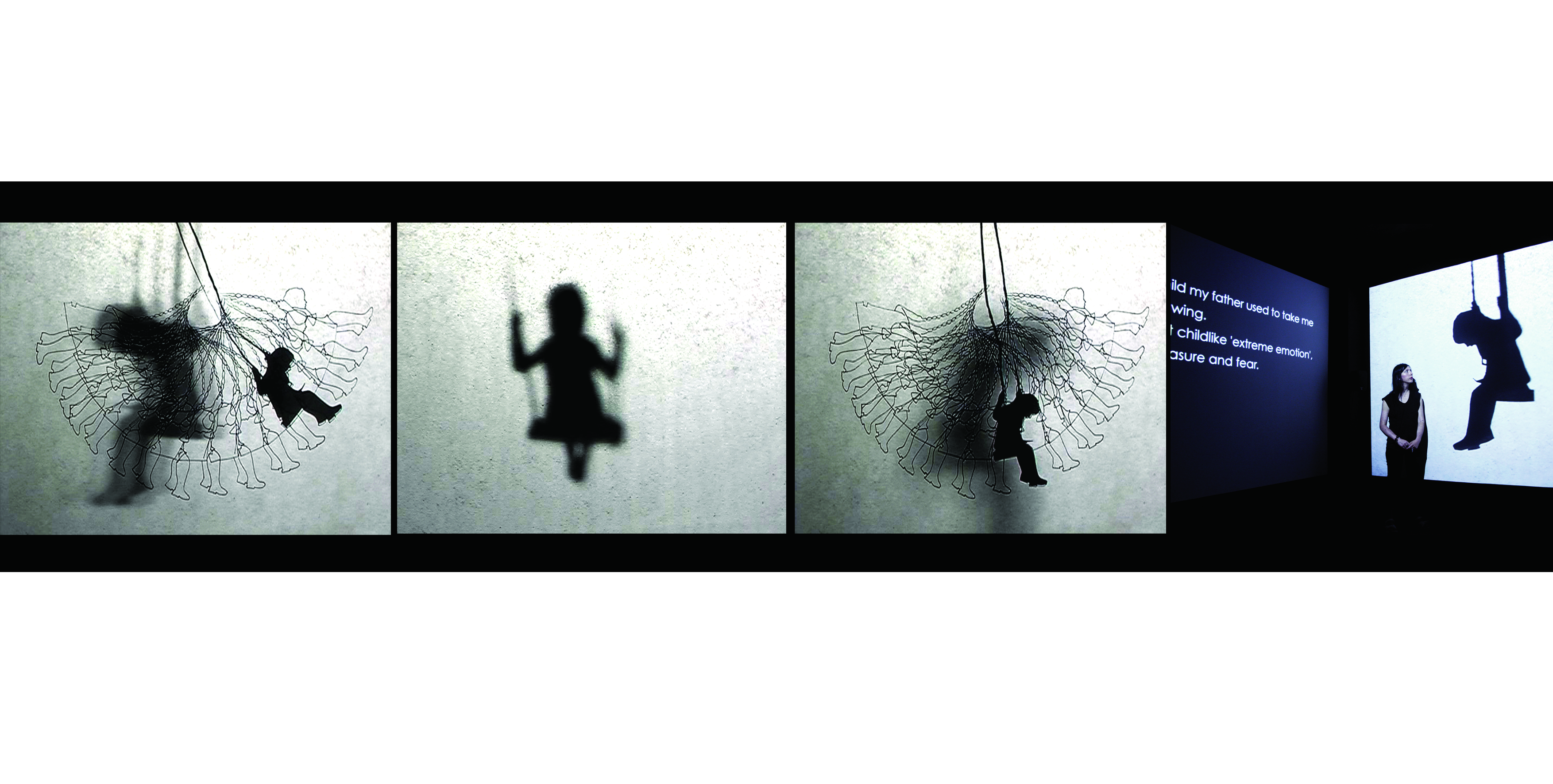
Instalacja Sensation Seekers, zaprezentowana w 2009 na Biennale w Wenecji

W swoich działaniach artystycznych artystka przedstawia projekty multimedialne, czerpiące inspirację z tradycji teatru cieni (w 1998 kształciła się w eksperymentalnej szkole w Palermo pod kierunkiem Mimmo Cuticchio). W swojej twórczości bada relacje między obrazem, a pamięcią człowieka, jak również postawy człowieka w obliczu zagrożenia. Prace Venery Kastrati były eksponowane na wystawach indywidualnych i zbiorowych w Albanii, we Włoszech, w Bułgarii i w Kosowie. W 1999 otworzyła pierwszą indywidualną wystawę swoich prac w Mediolanie w galerii Spazio Umano - tematem wystawy była sytuacja humanitarna ludności Kosowa w czasie wojny. W roku 2009 reprezentowała Albanię na 25 Biennale Aleksandryjskim w Egipcie, poświęconym sztuce krajów śródziemnomorskich. Pierwszą wystawę indywidualną artystki w Kosowie otwarto w roku 2016 (Muzeum Narodowe w Prisztinie).

## Wystawy indywidualne[3]
- 1999: I heard her voice on the telephone, Kosovo ‘99 – Spazio Umano, Mediolan
- 2004: Appointments in the dark, Bolonia
- 2007: Mirupafshim, Shadows of Voices, Galeria Sztuki Federico Bianchi, Mediolan
- 2008: The woman produces the man. The man will kill her, Galleria PivArte, Bolonia
- 2016: Missing pictures, Muzeum Narodowe w Prisztinie, Kosowo